# Sabbir Khan
Sabbir Khan es un director y guionista de cine indio. En 2009 debutó como director en la comedia romántica Kambakkht Ishq (2009), protagonizada por Akshay Kumar y Kareena Kapoor. La película se estrenó el 3 de julio de 2009 a nivel mundial y contó con cameos de estrellas de Hollywood como Denise Richards y Sylvester Stallone. Su segunda película, Heropanti, fue estrenada en mayo de 2014, con Tiger Shroff y Kriti Sanon como sus protagonistas.

## Filmografía
- Kambakkht Ishq (2009)
- Heropanti (2014)
- Baaghi (2016)
- Munna Michael (2017)